# Niedźwiednik (Basse-Silésie)
Pour les articles homonymes, voir Niedźwiednik.
Niedźwiednik est une localité polonaise de la gmina de Ziębice, située dans le powiat de Ząbkowice Śląskie en voïvodie de Basse-Silésie.

## Histoire
De 1742 à 1945, Bärwalde fait partie de l'arrondissement de Frankenstein-en-Silésie dans le district de Breslau au sein de la province de Silésie.